# Santi Cosma e Damiano
För andra betydelser, se Santi Cosma e Damiano (olika betydelser).
Santi Cosma e Damiano är en basilika vid Forum Romanum i Rom. Den är invigd åt tvillingbröderna Kosmas och Damianus och är belägen i Rione Campitelli. Kyrkan, som tillhör församlingen San Marco Evangelista al Campidoglio, är en mindre basilika.